# Súľov
Súľov (nazývaný též Rohach, Roháč) je zřícenina strážního hradu nacházející se v Súľovských skalách u obce Súľov-Hradná v okrese Bytča na Slovensku.

## Historie

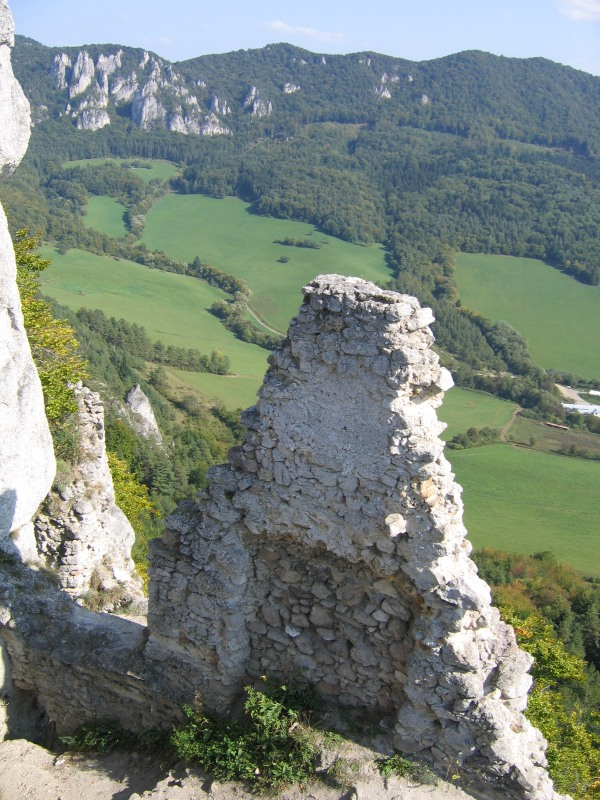
Horní hrad (2006)

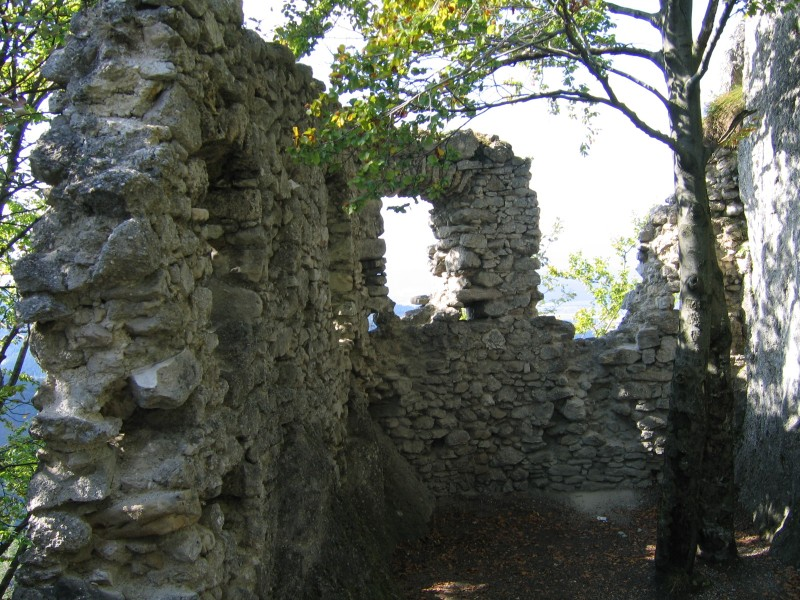
Severozápadní palác

Podle archeologických nálezů bylo místo, na kterém hrad stojí, osídleno již ve třináctém století. Původně byl zřejmě královským hradem a do šlechtických rukou se dostal nejpozději roku 1336, kdy území pozdějšího súľovského panství získal kastelán Eliáš. První písemná zmínka pochází až z roku 1470, kdy král Matyáš Korvín povolil dokončení a rozšíření hradu a tvrze tehdy zvané Roháč.
V roce 1550 byl hrad zničen požárem, dočkal se však opravy v původním rozsahu, protože terén nedovoloval hrad rozšiřovat a budovat přístavby. Pozdější opravy a úpravy se uskutečnily za Kataríny Bošániovej, avšak v roce 1703 vyjadřuje Žigmund Sirmiensis-Súľovský rozhořčení nad stavem budov hradu.
Ještě v roce 1730 se na hradě zdržovalo vojsko a hrad jak tak plnil funkci. Nutná oprava hradu se kvůli neshodám členů rodu Sirmiensis nekonala, snad i proto, že obývali pohodlné zámky v obci. V roce 1739 se ještě jednomu z členů rodu určuje bydlení a kuchyň na hradě a v areálu má bydlet strážný a hajný v jedné osobě. Později (1752–1759) si členové rodu odnesli své podíly majetku – zůstalo jen nejnutnější zařízení a na hradě tak od té doby nikdo nebydlel. Hrad přestal být střežen v roce 1780 se o něj nikdo nestaral. Zemětřesení v roce 1858 (soupis památek uvádí nesprávné 1763) objekt těžce poškodilo, od té doby již nebyl opraven a postupně chátral. Mezitím ještě hrad vyhořel a dnes z něj zůstaly jen fragmenty zdiva nalepené na skalách.

## Stavební podoba
Hrad byl postaven mezi třemi mohutnými skalními útvary. Na zbytcích zdí je patrné, jak se základy hradního objektu přizpůsobovaly terénu. Hradní areál se skládal z horního a dolního hradu, přičemž vzdálenost mezi těmito dvěma částmi činí asi 25 metrů, výškový rozdíl od úrovně dolního hradu k podlaží prvního patra horního hradu je 14 metrů. Výška ruiny je přibližně 18 metrů.
Dolní hrad tvořila obranná vstupní bašta o rozměrech 5 × 10 metrů s více podlažími. Přízemní místnost se čtyřmi okny, které jsou jasně viditelné, měla asi osm střílen. Tloušťka zdí byla 80–120 cm. Do horního hradu se dalo vstoupit přes velmi úzký otvor ve skále, široký sotva pro jednu osobu a navíc byl chráněn ještě padacím můstkem. Pravděpodobně 18 místností horního hradu mělo klenby a zdi silné 80–100 cm. Výškový rozdíl spojovalo strmě stoupající schodiště, vysekané v skalním podloží.
V horním hradě je do skály vytesaná cisterna na dešťovou vodu, o rozměrech 80 × 150 cm, dnes zasypána odpadem a kamennými sutinami. Na nejvyšším bodě horního hradu stávala pozorovatelna s výborným výhledem na okolí.
Z hradních staveb se dochovaly pouze základy budov a stopy po trámech ve skalách a nepatrné zbytky zdí s okenními otvory. V dolním hradě se dochovala část hradního paláce, zřetelný je i vstup do hradu se střílnou ve skále. V horním hradě se dochovala klenba středního hradního paláce, stopy po kamenném schodišti a v nejvyšší části hradu se dochovaly zbytky cisterny a hradní věže.